# زو شیمینگ
زو شیمینگ (انگلیسی: Zou Shiming؛ زادهٔ ۱۸ مه ۱۹۸۱) بوکسور اهل چین است. از افتخارات وی میتوان به کسب دو مدال طلا و یک برنز در بازی‌های المپیک تابستانی اشاره کرد.